# Lista över fornlämningar i Västerås kommun (Haraker)
Lista över fornlämningar i Västerås kommun (Haraker) är en förteckning av ett urval av de fornlämningar som finns i Haraker i Västerås kommun.
| Namn                       | Lämningstyp                      | Tillkomsttid | Historisk indelning  | Plats                      | Läge                 | ID-nr          | Bild                                      |
| -------------------------- | -------------------------------- | ------------ | -------------------- | -------------------------- | -------------------- | -------------- | ----------------------------------------- |
| Åkerby skans (Haraker 1:1) | Fornborg                         |              | Haraker, Västmanland |                            | 59.800720, 16.456827 | 10228600010001 | Ladda upp en bild av detta fornminne      |
| Haraker 6:1                | Hög                              |              | Haraker, Västmanland |                            | 59.784118, 16.446275 | 10228600060001 | Ladda upp en bild av detta fornminne      |
| Haraker 8:1                | Gravfält                         |              | Haraker, Västmanland |                            | 59.783140, 16.459580 | 10228600080001 | Ladda upp en bild av detta fornminne      |
| Haraker 11:1               | Hög                              |              | Haraker, Västmanland |                            | 59.765440, 16.460476 | 10228600110001 | Ladda upp en bild av detta fornminne      |
| Haraker 12:1               | Hög                              |              | Haraker, Västmanland |                            | 59.765419, 16.461380 | 10228600120001 | Ladda upp en bild av detta fornminne      |
| Haraker 14:1               | Gravfält                         |              | Haraker, Västmanland |                            | 59.747037, 16.464340 | 10228600140001 | Ladda upp en bild av detta fornminne      |
| Haraker 20:1               | Gravfält                         |              | Haraker, Västmanland |                            | 59.753200, 16.438440 | 10228600200001 | Ladda upp en bild av detta fornminne      |
| Haraker 21:1               | Gravfält                         |              | Haraker, Västmanland |                            | 59.752114, 16.430378 | 10228600210001 | Ladda upp en bild av detta fornminne      |
| Vs 22 (Haraker 25:1)       | Runristning                      |              | Haraker, Västmanland | Ulvsta (nu vid Svanå bruk) | 59.778254, 16.379580 | 10228600250001 | Ladda upp en till bild av detta fornminne |
| Haraker 75:1               | Stensättning                     |              | Haraker, Västmanland |                            | 59.775644, 16.462289 | 10228600750001 | Ladda upp en bild av detta fornminne      |
| Haraker 92:1               | Stensättning                     |              | Haraker, Västmanland |                            | 59.790863, 16.446302 | 10228600920001 | Ladda upp en bild av detta fornminne      |
| Haraker 92:2               | Stensättning                     |              | Haraker, Västmanland |                            | 59.791122, 16.446186 | 10228600920002 | Ladda upp en bild av detta fornminne      |
| Haraker 94:1               | Stensättning                     |              | Haraker, Västmanland |                            | 59.793081, 16.458991 | 10228600940001 | Ladda upp en bild av detta fornminne      |
| Haraker 109:1              | Lägenhetsbebyggelse              |              | Haraker, Västmanland |                            | 59.772143, 16.440739 | 10228601090001 | Ladda upp en bild av detta fornminne      |
| Fattigstugan (Haraker 142) | Lägenhetsbebyggelse              |              | Haraker, Västmanland |                            | 59.785866, 16.382872 | 12000000016458 | Ladda upp en bild av detta fornminne      |
| Haraker 165                | Ristning, medeltid/historisk tid |              | Haraker, Västmanland |                            | 59.772346, 16.396137 | 12000000016513 | Ladda upp en bild av detta fornminne      |
| Gatstugan (Haraker 182)    | Lägenhetsbebyggelse              |              | Haraker, Västmanland |                            | 59.781098, 16.477429 | 12000000016631 | Ladda upp en bild av detta fornminne      |
| Göltorp (Haraker 199)      | Lägenhetsbebyggelse              |              | Haraker, Västmanland |                            | 59.799816, 16.455532 | 12000000016759 | Ladda upp en bild av detta fornminne      |